# عيسى الزغبي
عيسى الزغبي (1908-1999) مصور فلسطيني، ولد في مدينة بيت لحم، بدأ حياته رساماً يرسم اللوحات الفنية ويبيعها ثم احترف مهنة التصوير. ومن الشخصيات التي قام برسمها الملك فؤاد الأول ملك مصر (1926) وإمبراطور أثيوبيا (1930).

## حياته
عمل عيسى بشارة الزغبي مع شقيقته منَة على توثيق التحف الفنية الصدفية التي أنتجها مشغل والديهما بشارة الزغبي. في أواخر الثلاثينيات افتتح استوديو خاصاً به في بيت لحم "دار التصوير العربية"، كما كان لتصوير عيسى ومنَة فضل كبير في الإحتفاظ بصور تحف والديهما التي كانت تهدى للملوك والقياصرة.
هاجر الي كندا وتوفي فيها فقامت شقيقته بشراء الإستوديو عام 1946.